# 古城門志帆
古城門 志帆（こきど しほ、12月20日 - ）は、日本の女性声優。東京都出身。賢プロダクション所属。

## 経歴
玉川大学芸術学部パフォーミングアーツ学科卒業。
幼少のころは、人前に出て何かを表現することが好きであったと語っている。
中学生時代は演劇部に所属し、このほかにもミュージカルのスクールに通っていた。この演劇部に声優を目指す人や、顧問の先生を驚かせたいという気持ちから、自身も声優を目指すようになった。
スクールデュオ12期生を経て、2012年4月から賢プロダクション預かりとなった。ミュージカルのスクールの担当講師と離れたくなかったために、この担当講師が所属している賢プロダクションに所属したのだと語っている。
事務所に所属後の初現場は『ちいさなプリンセス ソフィア』の収録であった。

## 人物
特技は即興ミュージカル、歌、高速まばたき、和太鼓、卓球、餃子高速巻き。趣味はホラー映画鑑賞、ゲーム、おしゃべり、けん玉、犬を愛でること。
好きな食べ物はまぐろの赤身。焼肉ではカルビが一番好き。
好きな歌手には、YUI、YUKI、スピッツをあげている。
得意な役柄に、子供役をあげている。
事務所の同期には増元拓也、末柄里恵、益山武明がいる。また、養成所時代からの仲間である丸山有香、末柄里恵、小笠原早紀と共に、まるきどすえわらとしても活動している。

## 出演
太字はメインキャラクター。

### テレビアニメ
2013年
- 俺の脳内選択肢が、学園ラブコメを全力で邪魔している（権堂大子、奥さん、女A、女子生徒）
- DIABOLIK LOVERS（生徒達）
- 爆TECH!爆丸 ガチ（エレック）
- マギ The kingdom of magic（2013年 - 2014年、才凛、リリアナ、赤ん坊、魔導士B、子供）

2014年
- アイカツ!（新入生）
- Wake Up, Girls!（女子高生2）
- おじゃる丸（2014年 - 2016年、ヘビ、姉）
- オレカバトル（ミミトシシ、少年）
- 少年ハリウッド -HOLLY STAGE FOR 49-（子供）
- テンカイナイト（6年生グループ）
- ハナヤマタ（生徒、イベントスタッフ、係員）
- ピンポン THE ANIMATION（女子）
- マジンボーン（少年時代のルーク、男の子）
- 魔法科高校の劣等生（観客）
- RAIL WARS!（女駅員、ツバテッツ）

2015年
- 黒子のバスケ（女子マネージャーB）
- Go!プリンセスプリキュア（2015年 - 2016年、アロマ）
- 新あたしンち（生徒）
- トライブクルクル（サトシ）
- ドラえもん（テレビ朝日版第2期）（クラスメイトC）
- ハイキュー!! セカンドシーズン（男子C）
- 監獄学園 プリズンスクール（女子1、女子C、女子選手達D、女子G、男の子A、女子生徒、女子E）
- ブレイブビーツ（2015年 - 2016年、天宮琴音 / ウィンクビート）
- ポケットモンスター XY&Z（ツトム）
- ミス・モノクローム -The Animation- 3（女性）
- 山田くんと7人の魔女（しょうこ、女子生徒）
- ローリング☆ガールズ（みいたん、モブ、レポーター、村人）

2016年
- うたの☆プリンスさまっ♪ マジLOVEレジェンドスター（女子アナ）
- うどんの国の金色毛鞠（ポコ、モモ、犬、ウサギ）
- 境界のRINNE（タイシ）
- 石膏ボーイズ（石本美希）
- テイルズ オブ ゼスティリア ザ クロス（ポルタ）
- デジモンユニバース アプリモンスターズ（2016年 - 2017年、飛鳥虎次郎 / アストラ）
- DRIFTERS（オルミーヌ）
- ユーリ!!! on ICE（ユーリ・プリセツキー（5歳））
- 私がモテてどうすんだ（遊馬〈幼少時代〉）

2017年
- エルドライブ【ēlDLIVE】（グッチー〈幼少〉、トクちゃん、通信兵）

2018年
- ゲゲゲの鬼太郎（第6作）（2018年 - 2020年、裕太、マンガンアヤナ、女子高生、アキノリ少年）
- 寄宿学校のジュリエット（少年、女子生徒）

2019年
- 真夜中のオカルト公務員（ピクシー、宮古新〈幼少〉、榊詩織、相田駆）
- 手品先輩（生徒、子供、園児）

2020年
- どるふろ -狂乱篇-（CZ75）
- かくしごと（汐越羊）

2021年
- さよなら私のクラマー（白鳥綾）
- ふしぎ駄菓子屋 銭天堂（同級生）
- セブンナイツ レボリューション -英雄の継承者-（女子生徒）

2022年
- 最遊記RELOAD -ZEROIN-（宿屋の娘、女、妖怪）
- リーマンズクラブ（白鳥尊〈少年〉）

2023年
- ゴブリンスレイヤーII（女給仕）

2024年
- となりの妖怪さん（コトネ）

2025年
- 地獄先生ぬ〜べ〜 (2025)（栗田まこと）

### 劇場アニメ
2014年
- Wake Up, Girls! 七人のアイドル（女生徒）
- 映画 ハピネスチャージプリキュア! 人形の国のバレリーナ（人形）
- 映画 プリキュアオールスターズNewStage3 永遠のともだち（男の子）
- サンタ・カンパニー（子供）

2015年
- 映画 Go!プリンセスプリキュア Go!Go!!豪華3本立て!!!（アロマ）
- 映画 ハイ☆スピード！-Free! Starting Days-（桐嶋郁弥〈幼少期〉）
- 映画 プリキュアオールスターズ 春のカーニバル♪（アロマ）

2016年
- 映画 プリキュアオールスターズ みんなで歌う♪奇跡の魔法!（アロマ）

2017年
- 映画 プリキュアドリームスターズ!（アロマ）
- Petit☆ドリームスターズ!レッツ・ラ・クッキン?ショータイム!（アロマ）

2021年
- 映画 さよなら私のクラマー ファーストタッチ（谷安昭〈幼少期〉）

### Webアニメ
- 魔神英雄伝ワタル 七魂の龍神丸（2020年、オトヒメ）

### ゲーム
2013年
- ガンダムブレイカー

2015年
- Go!プリンセスプリキュア シュガー王国と6人のプリンセス!（アロマ）
- バットマン アーカム・ナイト（ハーレークィン / ハーリーン・クインゼル)
- モン娘☆は〜れむ（レミラ、シェンファ、フロン）

2016年
- ブレイブソード×ブレイズソウル
- グランブルーファンタジー（2016年 - 2022年、パーシヴァル〈幼少期〉）

2017年
- 神式一閃 カムライトライブ（アツマル）
- Ever Oasis 精霊とタネビトの蜃気楼

2019年
- ドールズフロントライン（T91)

2020年
- エンゲージソウルズ（ヤタロウ）
- VALORANT（レイズ）

2024年
- ロマンシング サガ2 リベンジオブザセブン（リコリス）

### デジタルコミック
- マンガアニメ「かくしごと」（2020年、汐越羊）
- あざ婚～あの子が結婚できない理由～（2022年、戸田ちづる[30]）

### 吹き替え

#### 映画
- あなたを抱きしめる日まで（キャスリーン）
- スノークイーン 少女ゲルダと雪の女王（王女）
- タイタン（ルーカス・ジャンセン〈ノア・ジュープ〉）
- フィービー・イン・ワンダーランド（フィービー〈エル・ファニング〉）

#### ドラマ
- アウトキャスト
- アメリカン・ホラー・ストーリー（ブライアン）
- トランスペアレント（ザック）
- レモニー・スニケットの世にも不幸せなできごと（クラウス・ボードレール）

#### アニメ
- OK K.O.! めざせヒーロー（ジンジャー、ポテト）
- ちいさなプリンセス ソフィア〜はじまりの物語〜（アンバーの友達）
- パワーパフガールズ（第2作）（プリンセス・モアバックス[31]）

### ミュージカル
- ねこはしる - ラン 役（昭和音楽大学付属 音楽バレエ教室主催）
- キリシタンの魔法 - キラ 役（中区民ミュージカル公演実行委員会主催）
- 象の鼻のミケ - ジェロ 役（昭和音楽大学付属 音楽バレエ教室主催）
- Go!プリンセスプリキュア ミュージカルショー プリンセスランドをすくえ! - アロマ 役
- Go!プリンセスプリキュア アクションステージ - アロマ 役

### その他コンテンツ
- オーディオドラマ『グランブルーファンタジー OTOCA「氷炎牆に鬩ぐ」』（2017年、パーシヴァル〈幼少期〉[26]）

## ディスコグラフィ

### キャラクターソング
| 発売日  | 商品名                                                                                | 歌 | 楽曲                    | 備考                                                                        |
| 2015年  | 2015年                                                                                | 2015年 | 2015年                  | 2015年                                                                      |
| ------- | ------------------------------------------------------------------------------------- | --- | ----------------------- | --------------------------------------------------------------------------- |
| 7月15日 | Go!プリンセスプリキュア ボーカルアルバム1 つよく、やさしく、美しく。                  | パフ（東山奈央）、アロマ（古城門志帆） | 「Royal Fairy Courage」 | テレビアニメ『Go!プリンセスプリキュア』関連曲                               |
| 2016年  |                                                                                       | |                         |                                                                             |
| 3月16日 | 映画 プリキュアオールスターズ みんなで歌う♪奇跡の魔法！ ミュージカルソングス          | 朝日奈みらい（高橋李依）、リコ（堀江由衣）、モフルン（齋藤彩夏）、春野はるか（嶋村侑）、海藤みなみ（浅野真澄）、天ノ川きらら（山村響）、紅城トワ（沢城みゆき）、パフ（東山奈央）、アロマ（古城門志帆） | 「あなたがいるから」    | 劇場アニメ『映画 プリキュアオールスターズ みんなで歌う♪奇跡の魔法！』挿入歌 |
| 2017年  |                                                                                       | |                         |                                                                             |
| 7月26日 | デジモンユニバース アプリモンスターズ キャラクターソング&オリジナル・サウンドトラック | 飛鳥虎次郎（古城門志帆）&ミュージモン（田村奈央） | 「Wander Beat」         | テレビアニメ『デジモンユニバース アプリモンスターズ』関連曲                 |

### 初出話一覧
1. 1 2  第2話初出
2. ↑  第1話初出